# Kazem Sarijani
Kazem Sarijani (5 de abril de 1978-10 de octubre de 2013) fue un deportista iraní que compitió en judo. Ganó una medalla en los Juegos Asiáticos de 1998, y tres medallas en el Campeonato Asiático de Judo entre los años 1996 y 2000.

## Palmarés internacional
| Juegos Asiáticos    | Juegos Asiáticos             | Juegos Asiáticos  | Juegos Asiáticos |
| Año                 | Lugar                        | Medalla           | Categoría        |
| ------------------- | ---------------------------- | ----------------- | ---------------- |
| 1998                | Bangkok (Tailandia)          | Medalla de bronce | –81 kg           |
| Campeonato Asiático |                              |                   |                  |
| Año                 | Lugar                        | Medalla           | Categoría        |
| 1996                | Ciudad Ho Chi Minh (Vietnam) | Medalla de bronce | –71 kg           |
| 1999                | Wenzhou (China)              | Medalla de plata  | –81 kg           |
| 2000                | Osaka (Japón)                | Medalla de oro    | –81 kg           |